# Helion (grupa literacka)
Helion – polska grupa literacka działająca w latach 1922-1926.
Grupa powstała w Krakowie w środowisku akademickim Uniwersytetu Jagiellońskiego. Z grupą związani byli m.in. Jerzy Braun, Jalu Kurek, Jan Sztaudynger, Jerzy Stempowski, Mieczysław Jastrun i Stanisław Kasztelowicz, zaś środowisku patronował Karol Hubert Rostworowski.
Nazwa grupy została zaczerpnięta z poematu Król-Duch Juliusza Słowackiego. Grupa nie miała wyrazistego programu artystycznego. W 1924 grupa rozpoczęła wydawanie czasopisma „Helion”, ukazał się jednak tylko jeden numer. W 1926 grupa przekształciła się w kolektyw Litart.